# Église de Kalanti
L'église Saint-Olaf de Kalanti  (en finnois : Kalannin Pyhän Olavin kirkko) est une église médiévale en pierre construite à Kalanti dans la municipalité d'Uusikaupunki en Finlande,,.

## L'église
L'église de Kalanti est dédiée à Saint Olaf, qui était un roi de Norvège (995-1030) et qui plus tard commença à être vénéré comme un saint.
L'église a été construite à la fin du XIVe siècle. 
À l'extrémité ouest de l'église, se trouve une tour peu élevée. 
La nef compte trois vaisseaux et quatre travées et a des piles carrées. 

### Peintures de l'église
Les peintures de l'église peuvent être datées du début des années 1470 grâce aux armoiries qui s'y trouvent. 
Les peintures de l'église de Kalanti en ont été le début d'un style de peinture, que l'on retrouve dans de nombreuses églises médiévales en Finlande (par exemple l'église de Laitila, l'église de Taivassalo, l'église de Pargas, l'église de Perniö). 
C'est pourquoi on parle de l'école de Petrus Henriksson (ou Peter Henrikinpoika), qui a signé ces peintures, ou de l'école de Kalanti. 
En 1884, les précieuses peintures de l'église qui avaient été recouvertes de chaux, ont été remplacées par des copies «améliorées» sous la direction d'Emil Nervander.
En 1965-1968, l'église est restaurée : les peintures «améliorées» d'Emil Nervander et les peintures d'origine sont redécouvertes. Le directeur de la restauration était le conservateur Veikko Kiljunen.

### Objets cultuels
Le crucifix de la sacristie date d'environ 1400.
Le crucifix de l'autel est sculpté au début du XVIe siècle.
Les pierres tombales fixées sur les murs du chœur et de l'entrée étaient à l'origine au sol.
Un ancien retable réalisé par Arvid Liljelund en 1892 représentant «La transfiguration du Christ» est fixé au mur sud.
L'église de Kalanti a possédé le plus important retable du Moyen Âge conservé en Finlande. 
Réalisé par le maître Francke, ce retable représente l'histoire de Sainte-Barbe. 
Il est de nos jours conservé au Musée national de Finlande avec les extrémités des bancs de l'église décorés au Moyen Âge.

## Le clocher et le cimetière
La base en pierre du clocher est bâtie à la fin du XVe siècle.
La partie haute actuelle est construite en 1779.
Le cimetière entourant l'église est bordé d'une palissade en épicéa.

## Galerie

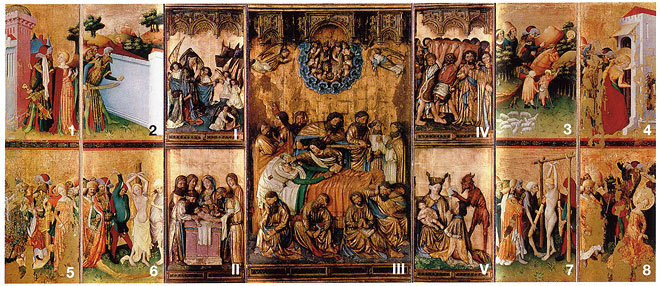
Le Retable de sainte Barbe